# Okajama
Okajama (岡山市 Okajama-si, japánul: [okaꜜjama]) az Okajama prefektúra fővárosa a japán Csúgoku régióban. A várost 1889. június 1-jén alapították.
2017 februárjában a város becsült lakossága 720 841 fő, népsűrűsége pedig 910 fő/km². A teljes terület 789,88 négyzetkilométer.
A város a Kóraku-en, amely az egyike Japán három legnagyobb hagyományos kertjének, és az Okajama-kastély, amely a legjobb 100 japán vár közé tartozik, között helyezkedik el. Arról híres, hogy a japán Momotaró mese főhőse innen származik.

## Történelem

### Szengoku korszaktól a Tenso korszakig

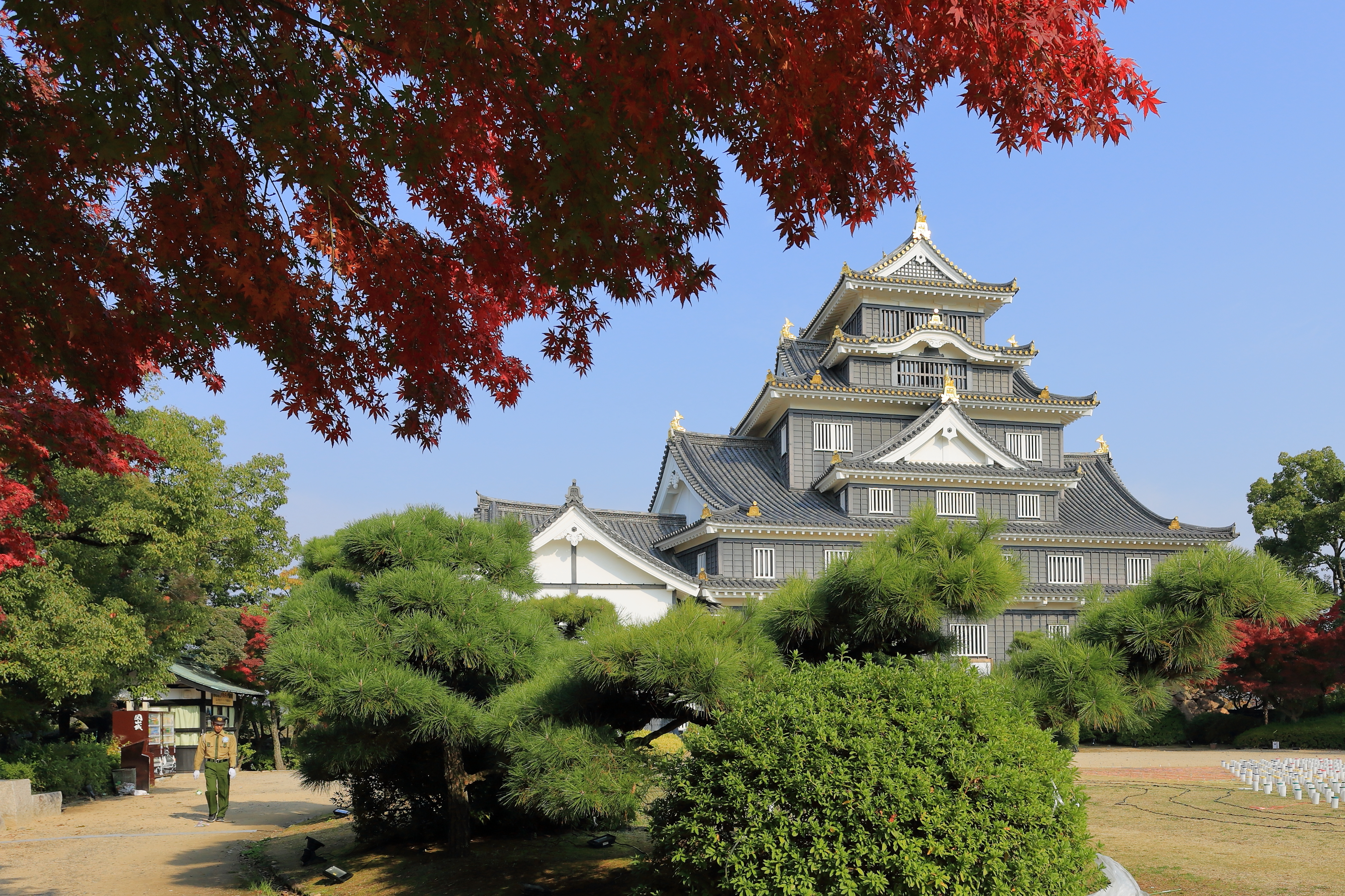
Okajama-kastély

A Muromacsi-korszak előtt Okajama csak egy sarka volt egy farm régiónak, beleértve a kicsi kastélyt is amit Kanemicu épített. A Szengoku korszakban Ukita Naoie megtámadta Okajamát, illetve a várat a régió kiterjedt, mezőgazdasági területeiért és a szállítási erőforrásaiért. Naoie újjáépítette a kastélyt, a kastély központi részéhez építette a régi Szanyo utat, illetve behívott kézműveseket a Bizen Tartományon kívülről és belülről egyaránt. Okajama a Bizen tartomány politikai és gazdasági fővárosa lett.

### Edo korszak
1600-ban Ukita Hideie, aki Naoie fia és Okajama ura volt, eltűnt a Szekigahara csatában. A következő évben Kobayakava Hideaki eljött Okajamába, és a birtok feudális urává vált. 1602-ben a halálát követően megszűnt létezni a Kobayakava vonal. Ikeda Tadatugu, aki a Himedzsi birtok feudális ura volt, Okajama következő urává vált. Ezt követően az Ikedák uralták Okajamát egészen a 19. század második feléig. A folyamatos gazdasági fejlődés hatására Okajama Japán tíz legjobb nagyvárosának egyikévé vált a 18. században. A Kórakuen kertet Ikeda Cunamasa, a negyedik feudális lord hozta létre.

### Meidzsi helyreállítása a második világháborúban

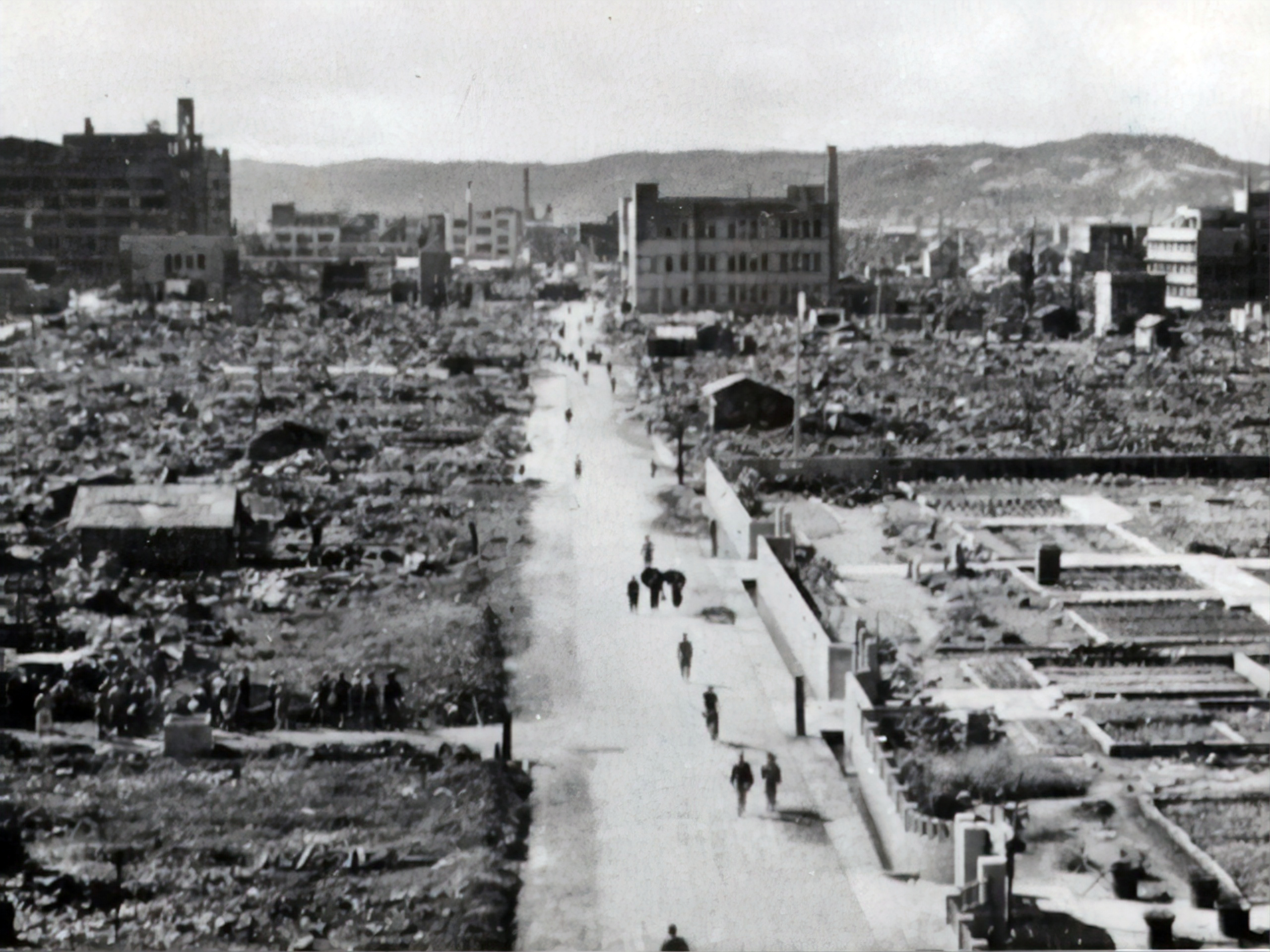
Okajama az 1945-ös légitámadás után

1871. augusztus 29-én a Japán Birodalom új Meidzsi-kormánya központosított kormányzati hatósággal (Japán prefektúrák) váltotta fel a hagyományos feudális tartományrendszert. Okajama Okajama prefektúra fővárosa lett. 1889-ben alapították a várost. A Meidzsi-korszakban a város fejlődését nagymértékben növelte a vasút megépítése is. Okajama az egyik legfontosabb hely lett Nyugat-Japánban a szállítás és az oktatás terén. A második világháború kitörésekor a város rendelkezett egy japán hadsereg alaptáborával. 1945. június 29-én megtámadta a várost gyújtó bombákkal az amerikai hadsereg légierője. Szinte az egész várost felégették, és több mint 1700 embert öltek meg. Okajama szörnyű károkat szenvedett el a háborúban, több mint 12 000 háztartás veszett oda.

### A második világháború után
Miközben Japán gazdaságilag fellendült az 1960-as években, Okajama az egyik legfontosabb várossá fejlesztette ki magát Csúgoku és Sikoku régióiban. 1972-ben a Szanjó Sinkanszen megkezdte szolgálatát Sin-Osaka és Okajama állomásai között. Két évvel később a szolgáltatást Hakatába is kiterjesztették.
1988-ban megnyílt a Szeto Óhasi-híd, és összekapcsolta Okajamát Sikokuval közvetlen vasúti és közúti összeköttetéssel.

## Földrajz

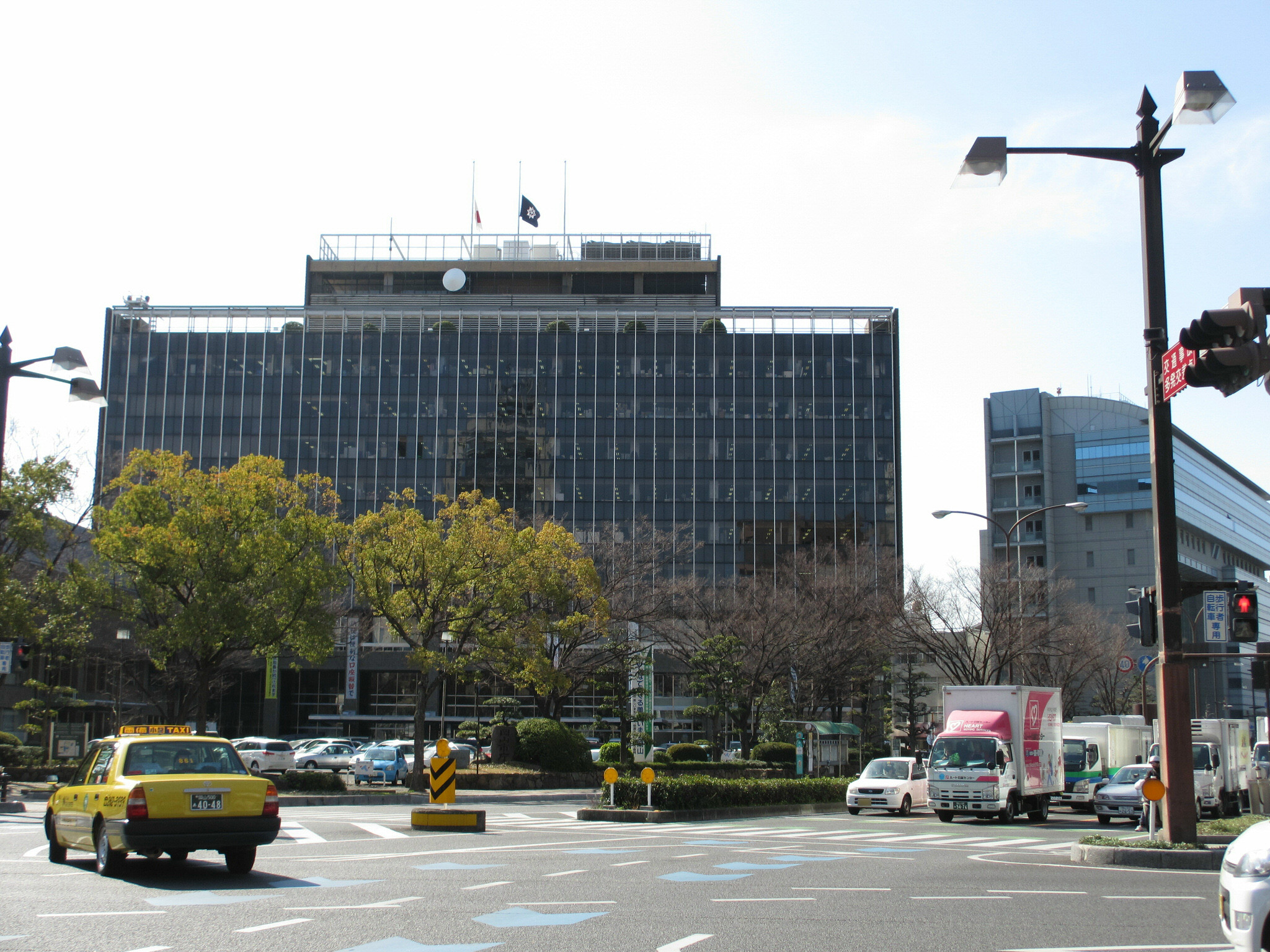
Okajama Városháza

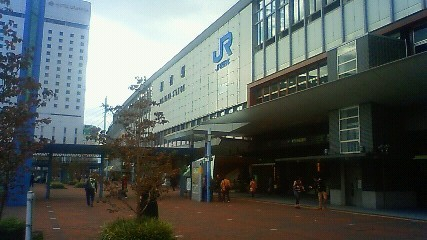
Okajama állomás közelében

Okajama városa az Okajama prefektúra déli részén található, amely a Honsú sziget nyugati részén található. A várost belvízi tengerek határolják a déli oldalról. Az Aszahi folyó keresztezi Okajamát.
Miután Okajama kijelölt várossá vált 2009-ben, a várost négy osztályra (ku) osztották.
| Osztály                          | Népesség | Terület (km²) | Népsűrűség (per km²) | Térkép |
| -------------------------------- | -------- | ------------- | -------------------- | ------ |
| Kita-ku (közigazgatási központ)  | 302,685  | 451.03        | 671                  |        |
| Naka-ku (központi osztály)       | 142,237  | 51.24         | 2,776                |        |
| Higasi-ku (keleti osztály)       | 96,948   | 160.28        | 605                  |        |
| Minami-ku (déli osztály)         | 167,714  | 127.36        | 1,317                |        |
| Population as of October 1, 2010 |          |               |                      |        |

### Egyesülések
- 2005. március 22-én – Micu városa (Micu kerületből) és Nadaszaki (Kodzsima kerület) városa Okajama részévé váltak.
- 2007. január 22-én – Takebe városa (Micu kerületből) és Szeto városa (az Akaiva kerületből) Okajama részévé váltak.

Kodzsima, Micu és az Akaiva városrészek a fentebb említett összeolvadások következtében feloldódtak.

## Klíma
Okajamának enyhe éghajlata van a legtöbb japán városhoz képest. A Csúgoku régióban a második legszárazabb és a negyedik legnaposabb város. Az éghajlat Köppen éghajlati besorolás alá tartozik mint nedves szubtrópusi.
A helyi éghajlat elég meleg ahhoz, hogy egész évben éltetni tudja az olajfákat. Okajama-t gyakran emlegetik „A napos országnak” -nak, mivel alacsony a csapadék szintje.
| Okajama éghajlati adatai, Okajama           |             |             |             |             |              |              |              |              |              |             |             |             |                 |                 |
| Hónap                                       | Jan         | Feb         | Már         | Ápr         | Máj          | Jún          | Júl          | Aug          | Sep          | Oct         | Nov         | Dec         | Year            | Year            |
| Rekord magas °C (°F)                        | 18.8 (65.8) | 22.3 (72.1) | 24.1 (75.4) | 29.6 (85.3) | 33.2 (91.8)  | 37.0 (98.6)  | 38.0 (100.4) | 39.3 (102.7) | 36.7 (98.1)  | 31.7 (89.1) | 26.9 (80.4) | 21.5 (70.7) | 39.3 (102.7)    | 39.3 (102.7)    |
| Átlagosan magas °C (°F)                     | 9.0 (48.2)  | 9.8 (49.6)  | 13.3 (55.9) | 19.6 (67.3) | 24.4 (75.9)  | 27.7 (81.9)  | 31.4 (88.5)  | 32.7 (90.9)  | 28.4 (83.1)  | 22.5 (72.5) | 16.8 (62.2) | 11.6 (52.9) | 20.6 (69.1)     | 20.6 (69.1)     |
| Napi átlag °C (°F)                          | 4.9 (40.8)  | 5.5 (41.9)  | 8.8 (47.8)  | 14.5 (58.1) | 19.3 (66.7)  | 23.3 (73.9)  | 27.2 (81.0)  | 28.3 (82.9)  | 24.4 (75.9)  | 18.1 (64.6) | 12.3 (54.1) | 7.3 (45.1)  | 16.2 (61.1)     | 16.2 (61.1)     |
| Átlagosan alacsony °C (°F)                  | 1.1 (34.0)  | 1.4 (34.5)  | 4.3 (39.7)  | 9.6 (49.3)  | 14.6 (58.3)  | 19.4 (66.9)  | 23.7 (74.7)  | 24.7 (76.5)  | 20.7 (69.3)  | 14.0 (57.2) | 8.2 (46.8)  | 3.3 (37.9)  | 12.1 (53.8)     | 12.1 (53.8)     |
| Rekord alacsony °C (°F)                     | −8.9 (16.0) | −9.1 (15.6) | −7 (19)     | −3.6 (25.5) | 1.0 (33.8)   | 7.4 (45.3)   | 12.6 (54.7)  | 14.8 (58.6)  | 7.2 (45.0)   | 1.7 (35.1)  | −3.5 (25.7) | −6.5 (20.3) | −9.1 (15.6)     | −9.1 (15.6)     |
| Átlagos csapadék mennyiség, mm (inches)     | 34.2 (1.35) | 50.5 (1.99) | 86.7 (3.41) | 92.3 (3.63) | 125.0 (4.92) | 171.5 (6.75) | 160.9 (6.33) | 87.4 (3.44)  | 134.4 (5.29) | 81.1 (3.19) | 51.2 (2.02) | 31.0 (1.22) | 1,106.2 (43.54) | 1,106.2 (43.54) |
| Átlagos havazás mennyiség, cm (inches)      | 1 (0.4)     | 1 (0.4)     | 1 (0.4)     | 0 (0)       | 0 (0)        | 0 (0)        | 0 (0)        | 0 (0)        | 0 (0)        | 0 (0)       | 0 (0)       | 0 (0)       | 3 (1.2)         | 3 (1.2)         |
| Átlagos relatív páratartalom (%)            | 65          | 64          | 62          | 60          | 64           | 69           | 73           | 69           | 70           | 69          | 69          | 67          | 67              | 67              |
| Az átlagos havi napsütéses órák             | 150.6       | 142.3       | 169.3       | 190.3       | 200.7        | 160.0        | 171.9        | 207.0        | 156.6        | 173.5       | 151.9       | 156.7       | 2,030.8         | 2,030.8         |
| Forrás: Japan Meteorological Agency[10][11] |             |             |             |             |              |              |              |              |              |             |             |             |                 |                 |

## Gazdaság

### Mezőgazdaság
A város az Okajama-síkságon található, ahol a rizs, a padlizsán és a fehér kínai metélőhagyma jelentős termék. Fehér őszibarackot és szőlőt a város hegyvidéki, északi részén termesztenek.

### Ipar
2005-ben a város bruttó hazai termelési értéke 800 milliárd jen volt, az Okajama prefektúra GDP-jének közel 10% -a. A főbb iparágak a szerszámgépek, vegyszerek, élelmiszerek és nyomtatás. Kónan, egy kerület a város déli részén, a legfejlettebb ipari zóna.

### Kereskedelem
Okajama az Okajama nagyvárosi területének magja, amely Kurasiki és Szója városait foglalja magában. A fő kereskedelmi negyed az Omotecsó, Okajama-kastély és Kakuraku-en közelében, valamint az Okajama pályaudvar környékén található. Az Omotecsó számos fedett bevásárlóközponttal rendelkezik.
Okajamában található az Aeon Corporation, ami egy több mint 3000 alkalmazottal rendelkező angol magániskola székhelye.

## Kultúra
Az Okajama kastély (becenevén Udzsó (烏城), ami "varjú kastély"-t jelent) és a Kóraku-en Okajama legjelentősebb látnivalói. A kastélyt 1597-ben építette Ukita Naoie, aki egy japán feudális úr volt. 1945-ben a második világháború alatt megsemmisült a bombázások által, de 1966-ban újjáépítették. A Kóraku-en, amely az egyike Japán három legnagyobb hagyományos kertjeinek, a vár területétől délre fekszik. A Kóraku-ent Ikeda Cunamasa építette 14 évig, és 1700-ban fejezte be. A Szógen-dzsi, egy nagy buddhista kolostor, amely a Rinzai szektához tartozik, a város központjának közelében található.

### Fesztiválok
1994 óta minden augusztusban Okajama városában kerül megrendezésre a Momotaró Macuri(fesztivál), amely három különböző fesztivált tartalmaz, köztük az “Uradzsa” (ogre) fesztivált is, ami egyfajta Josakoi tánc.

### Zene és művészet
A város rendelkezik egy professzionális szimfonikus zenekarral, az Okajama Szimfonikus Zenekarral, amely az Okajama Szimfonikus Csarnokban játszik. A városban számos múzeum is található, köztük a Hajasibara Művészeti Múzeummal, az Okajama Orient Múzeummal, a Jumedzsi Művészeti Múzeummal és az Okajama Digitális Múzeummal.

### Konyha
Okajama számos hagyományos étellel rendelkezik. A Barazusi egy sushi rizsből készült étel, amely friss halat tartalmaz a Szeto Belvízi tengerből. A kibi dango köles és rizsporból készült gélszerű golyók amiket édesség gyanánt tálalnak fel.

### Média
A Szanyo Simbun az itteni helyi újság, amely Okajama területein elérhető szolgáltatás. Hat televíziós állomás működik Okajama területein, illetve a Kagava prefektúra egyes területein. Három FM és három AM rádióállomás is elérhető régióban.
TV Állomások
| Csatorna azonosító | Név                                     | Hálózat            | Létrehozásának éve | Hívójel  |
| ------------------ | --------------------------------------- | ------------------ | ------------------ | -------- |
| 1                  | NHK General TV Okajama                  | NHK General TV     | 1957               | JOKK-DTV |
| 2                  | NHK Educational TV Okajama              | NHK Educational TV | 1963               | JOKB-DTV |
| 4                  | Nisinippon Broadcasting Co.,Ltd.(RNC)   | NNN                | 1958               | JOKF-DTV |
| 5                  | Setonaikai Broadcasting Co.,Ltd.(KSB)   | ANN                | 1969               | JOVH-DTV |
| 6                  | Szanyo Broadcasting Co.,Ltd.(RSK)       | JNN                | 1958               | JOYR-DTV |
| 7                  | TV Szetoucsi Broadcasting Co.,Ltd.(TSC) | TXN                | 1985               | JOPH-DTV |
| 8                  | Okajama Broadcasting Co.,Ltd.(OHK)      | FNN                | 1969               | JOOH-DTV |

Rádió Állomások
| Csatorna    | Név                                    | Hálózat           | Létrehozásának éve | Hívójel    |
| ----------- | -------------------------------------- | ----------------- | ------------------ | ---------- |
| AM 603 kHz  | NHK Radio Daiicsi Okajama              | NHK Radio Daiicsi | 1931               | JOKK       |
| AM 1386 kHz | NHK Radio Daini Okajama                | NHK Radio Daini   | 1946               | JOKB       |
| AM 1494 kHz | Szanyo Broadcasting Co,Ltd.Radio (RSK) | JRN, NRN          | 1958               | JOYR       |
| FM 88.7 MHz | NHK FM Okajama                         | NHK FM            | 1964               | JOKK-FM    |
| FM 76.8 MHz | FM Okajama                             | JFN               | 1999               | JOVV-FM    |
| FM 79.0 MHz | Radio MOMO (Okajama City FM)           | J-WAVE            | 1997               | JOZZ8AD-FM |

### Sport
Számos sportcsapata is van a városnak. Az utóbbi években jött létre a röplabdacsapat, Okajama Seagulls és a labdarúgócsapat, Fagiano Okajama. 2009-ben a Fagiano Okajama FC nyerte Japán labdarúgó-bajnokságát, a J. League-t.
| Klub                            | Sportág          | Liga                       | Helyszín                                                          | Alapítás éve |
| ------------------------------- | ---------------- | -------------------------- | ----------------------------------------------------------------- | ------------ |
| Fagiano Okajama FC              | Futball          | J. League Division 2       | Kanko Stadium (Okajama Prefectural Multipurpose Athletic Stadium) | 2004         |
| Okajama Seagulls                | Röplabda         | V.League                   | Momotaro Arena (Okajama Prefectural Multipurpose Grounds Gym)     | 1999         |
| Okajama Standing Bears          | Amerikai futball | X-League                   | Kanko Stadium (Okajama Prefectural Multipurpose Athletic Stadium) | ?            |
| Citylight Okajama Baseball Team | Baseball         | Semi-professional baseball |                                                                   | 2008         |

### Oktatás
Az Okajama Egyetem-et 1870-ben alapították orvosi iskolaként, majd 1949-ben avatták nemzeti egyetemmé a városban. Ma az Okajama Egyetem Okajama egyik legnagyobb egyeteme.
Hét magánegyetem, három főiskola, 24 középiskola (16 állami, nyolc magán), hét kombinált középiskola (két állami, öt magán), 37 középiskola (36 önkormányzati, egy nemzeti) és 93 elemi iskola (91 önkormányzat, két magán) található a városban.

#### Egyetemek
- Okajama Egyetem (nemzeti)
- Notre Dame Szeisin Egyetem (magán)
- Okajama Tudományegyetem (magán)
- Okajama Szoka Egyetem (magán)
- Szanyo Gakuen Egyetem (magán)
- Sudzsitsu Egyetem (magán)
- Csúgoku Gakuen Egyetem (magán)
- International Pacific Egyetem (magán)

#### Középiskolák
- Okajama Dzsoto Középiskola
- Okajama Icsinomija Középiskola
- Okajama Aszahi Középiskola
- Okajama Szozan Középiskola
- Okajama Hoszen Középiskola

## Közlekedés

### Vasúti
A JR West Okajama állomása fő csomópont a Szanjó Sinkanszen vasútvonalon. Az Okajama állomást szolgáló helyi vasútvonalak a következők: Szanyo fővonal, Hakubi vonal, Akó vonal, Uno vonal, Szeto-Óhasi vonal, Cujama vonal és Kibi vonal.

### Villamos
Okajama a Meidzsi-korszak óta operatív villamos rendszert tart fenn. Az Okajama Electric Tramway kezeli. Két vonal található meg: a Higasijama fővonal és a Szeikibasi vonal.

### Busz
Hét busz társaság található a város határain belül: Bihoku busz, Csútetsu busz, Okaden busz, Rjóbi busz, Simoden busz, Tóbi busz, Uno busz.

### Légi
A város északi részén található Okajama repülőtér belföldi szolgáltatást nyújt Tokió-Haneda, Szapporo-Csitosze, Okinava-Naha és Kagosima városába. A nemzetközi légi járatot Szöul-Incseon, Guam, Peking, Hongkong, Shanghai-Pudong és Dalian biztosítják.

## Híres emberek

### Az Edo korszak bukása előtt
- Eiszai (Buddhista pap, 1141-1215)
- Hideie Ukita (Katonai parancsnok, 1573-1655)
- Kóan Ogata (Rangaku gyakorló, 1810-1863)

### Művészet
- Sigeru Nanba (festő, 1944- )
- Takasi Fukutani (manga művész, 1952-2000)
- Maszasi Kisimoto (manga művész, 1974- )
- Szeisi Kisimoto (manga művész, 1974- )

### Politika
- Icsiró Aiszava (A Képviselőház tagja, 1954- )
- Kendzsi Eda (A Képviselőház képviselője, a Your Party párt főtitkára, 1956- )
- Szacuki Eda (A Felsőház tagja, a Felsőház 27. elnöke, 1941- )
- Seidzsi Hagivara (31.,32. polgármestere Okajamának, a képviselőház képviselője, Mimaszaka 4. polgármestere, Okajama, 1956- )
- Sigeo Takaja (33.,34. polgármestere Okajamának, 1937- )
- Cujosi Inukai (Az Alsóház tagja,Japán 29. Miniszterelnöke ,1855-1932)
- Maszahiro Isii (Okajama prefektúra 5. kormányzója, a Felsőház tagja, 1945-)
- Josihiro Katajama (Tottori prefektúra kormányzója, Belügyminisztérium miniszterelnöke, 1951- )
- Akihiko Kumasiro (A Képviselőház tagja, 1940- )
- Keiszuke Cumura (A Képviselőház tagja, 1971- )
- Micsijosi Junoki (A Képviselőház tagja, 1972- )

### Szórakoztatás
- Angela Aki (énekes-dalszerző, 1977- ) (Okajamai középiskolába járt)
- Jóko Aramaki (impresszionista és énekes, 1981- )
- Dorlisz (zenész, 1982- )
- Szatosi Inoue (Jichō Kachō tagja, 1976- )
- Jumbo Dump (vígjátékok)
- Hiroto Kómoto (zenész, 1963- )
- Sindzsi Moriszue (egykori művészi tornász és TV személyiség, 1957- )
- Macunoszuke Onoe (színész és filmrendező, 1875-1926)
- Kódzsi Sató (színész, 1963- )
- Ecuko Sihomi (színésznő, 1955- )
- Jukiko Takagucsi (szinkronszínész, 1974- )
- Tomu Ucsida (filmrendező, 1898-1970)
- Nisimura Riki (énekes, táncos, az ENHYPEN dél-koreai fiúbanda tagja, 2005-)

### Sportolók
- Noboru Akijama (professzionális baseball játékos és edző, 1934-2000)
- Juko Arimori (sportoló, 1966- )
- Naoko Hasimoto (röplabda játékos, 1984- )
- Kinue Hitomi (sportoló, 1907-1931)
- Maszahiro Kavai (professzionális baseball játékos, 1964- )
- Isszei Morita (professzionális baseball játékos, 1989- )
- Hinako Shibuno
- Hiszasi Cucsida (futball játékos, 1967- )
- Kijoshi Tamura (professzionális birkózó, 1969- )
- Sigeaki Hattori (autóversenyző és csapattulajdonos, 1963- )

### Tudósok
- Szeiicsi Mijake (tapintható burkolat feltalálója, 1926-1982)

## Testvérvárosok
Okajamának 6 testvérvárosa van:
- San Jose, California, Egyesült Államok (1957)
- San José, Costa Rica (1969)
- Plovdiv, Bulgária (1972)
- Luoyang, Henan, Kínai Népköztársaság (1981)
- Bucheon, Gyeonggi, Dél-Korea (2002)
- Hsinchu City, Taiwan (2003)

## Látványosságok
- Kórakuen Kert
- Omizuen Kert
- Handajama Botanikus Kert
- RSK Rose Kert
- Okajama Kastély
- Okajama Prefektúra Múzeum
- Okajama Kelet Múzeum
- Okajama Prefektúra Művészeti Múzeum
- Hajasibara Művészeti Múzeum
- Jumedzsi Művészeti Múzeum
- Ikeda Zoo
- Kibidzsi Kerület Kerékpáros Út
- Asimori Klán Szamuráj Rezidencia
- Szaidzso Inari
- Kibicu Oltár
- Kibicuhiko Oltár
- Cukurijama Kofun
- Szaidaidzsi Templom (Okajama)
- Szogendzsi Templom
- Okajama Szimfonikus Csarnok
- Okajama Egyetem